# イスラム教徒ミンダナオ自治地域
イスラム教徒ミンダナオ自治地域（イスラムきょうとミンダナオじちちいき、英語: Autonomous Region in Muslim Mindanao, ARMM, タガログ語: Nagsasariling Rehiyon sa Muslim na Mindanao）は、フィリピンのミンダナオ島西部にあったムスリム（イスラム教徒）の自治区域。
旧西ミンダナオ地方（Western Mindanao, Region IX）のバシラン島と旧中部ミンダナオ地方（Central Mindanao, Region XII）の一部から1990年11月6日に設立された地方である。中心都市はコタバト市（Cotabato City）であるが、この都市自体はソクサージェン地方の一部である。人口は2015年国勢調査で約378万人。
この地方は、フィリピンの地方の中では唯一、独自の「政府」を持っていた。またキリスト教国のフィリピンの中では独特の歴史・文化を持っているが、経済的には最も貧しく、治安も安定していない。
ミンダナオ島やスールー諸島のムスリム諸民族（ミンダナオ島のマギンダナオ人やマラナオ人、スールー諸島のタウスグ人など）はモロ（モロ人）と総称され、その地はバンサモロ（Bangsamoro、モロランド）と呼ばれている。
2000年代前半にはモロ・イスラム解放戦線（MILF）と国軍の衝突が激しくなった。2012年にフィリピン政府とMILFの間で、イスラム教徒ミンダナオ自治地域に代えてバンサモロ自治地域を発足させるというバンサモロ枠組み合意が成立した。2018年にはフィリピン議会でバンサモロ基本法が成立し、2019年1月の住民投票で批准され、2019年2月26日にバンサモロ自治地域が発足した。これによってイスラム教徒ミンダナオ自治地域は廃止された。

## 州
- バシラン州
- 南ラナオ州
- マギンダナオ州
- スールー州
- タウイタウイ州

## 地域の歴史と概要

### 第二次世界大戦前のミンダナオ島
フィリピンの歴史において、ミンダナオ島、特にその西部地区は他の地域とは異なった国家を長年に渡り構えており、独自の文化とアイデンティティを育んできた。スペイン人によるフィリピンの植民地化は1565年にセブ島より始まっているが、ミンダナオ島西部はそれに先立つ15世紀以来イスラム教の盛んな地方となっていた。
1380年、スールー諸島の西端にあるタウィタウィ島にアラブ人のイスラム教伝道師が到来し、以来先住民のイスラム教への改宗が進んだ。1457年にはスールー王国が成立、その後ミンダナオ島本土にマギンダナオ王国やブアヤン王国が誕生し、フィリピン北部や中部の部族にもイスラム教は広がったが、16世紀後半以降ミンダナオ島以外はスペインに征服された。

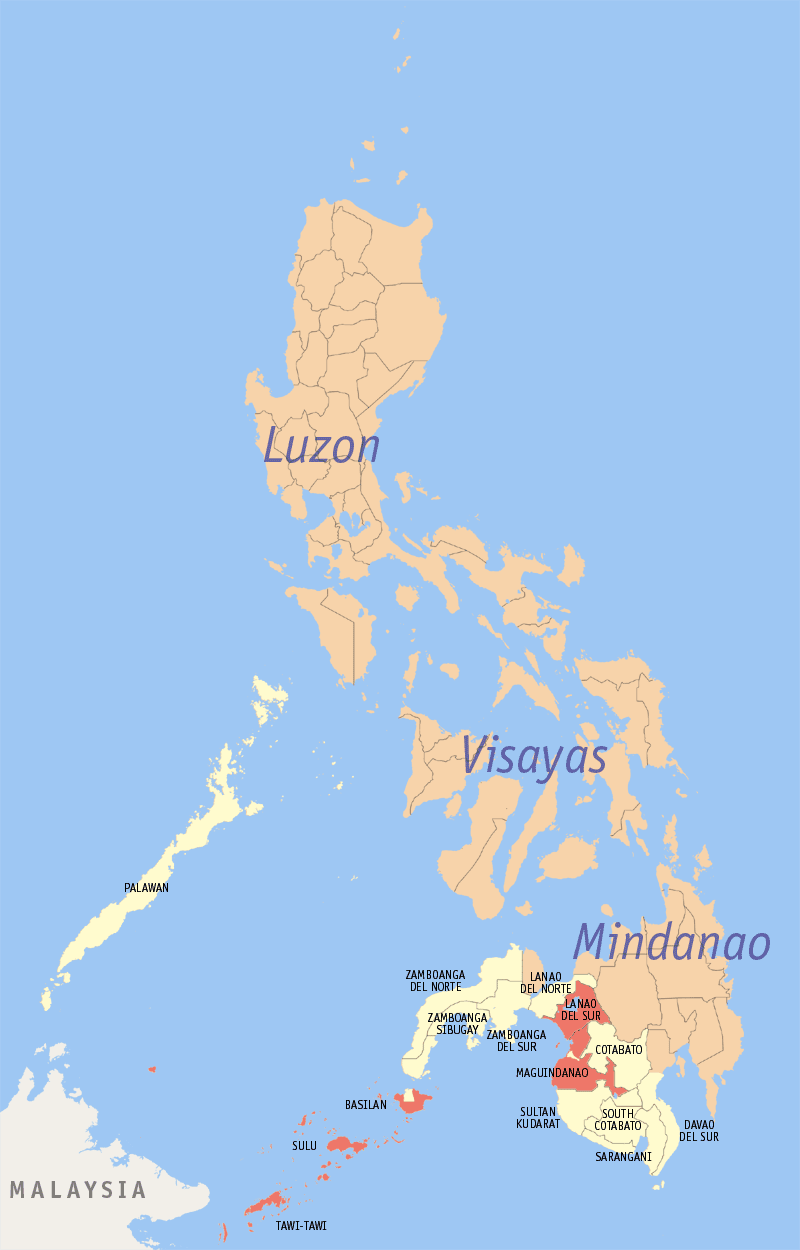
█ ：最終的なARMMの範囲
█ ：1989年にARMMの候補になった範囲

フィリピンの大部分がスペインの植民地だった時代も、ミンダナオ島西部のスルタンたちは独立を保った。繰り返されるスペイン人の侵入を防ぎ、ミンダナオ島北岸にスペイン人が築いた植民都市に対する反撃や征服を行ったが、19世紀後半にスペインの支配下に置かれ、最後に残ったスールー王国もスペインによる主権を認めた。しかしこの後も、スペイン人による統治は完全なものではなかった。米西戦争の結果スペインがフィリピンを放棄するまで、植民地支配の及ぶ範囲は軍隊の駐屯地やサンボアンガやコタバトといった都市部に限られた。米比戦争の時期はモロの反乱が起きたが、最終的に1910年代にアメリカ軍に制圧され、次第にフィリピン他地域同様の統治が行われるようになった。またアメリカ植民地政府やフィリピン・コモンウェルスの下で、ミンダナオ島全体にルソン島やビサヤ諸島のキリスト教徒が入植し、ムスリムはミンダナオでも少数派となっていった。

### イスラム教徒と政府の衝突、ARMMの創立
第二次世界大戦後にフィリピンが独立すると、フィリピン政府は国民を統合し単一国家を作ることを目指したが、慣習的なムスリム法のもとで暮らしてきたこの地のモロ人たちはこれを同化政策と見て反発した。1950年代後半からフィリピン政府はムスリムの地域共同体との折衝を図る組織や委員会を設立し、一夫多妻や離婚を禁ずるフィリピンの法律がモロ人には適用されない合意がなされたが、これは表面的なものであった。イスラム教徒とキリスト教徒との軋轢は続き、1970年代からはフィリピンからの分離独立を求めるモロ民族解放戦線（MNLF）とフィリピン国軍との間で武力衝突が続発した。
1986年のエドゥサ革命で、ミンダナオへのキリスト教徒の移民を推進しMNLFとの内戦を行ったマルコス政権が倒れた後、フィリピン政府はムスリム共同体との話し合いやMNLFとの和平協議を進め、1989年に「自治基本法」（Organic Act、Republic Act No. 6734）が成立しミンダナオにムスリム自治区を設ける憲法上の根拠ができた。政治的対立や混乱の中、ミンダナオ島西部・南部一帯の州と市で、新設される「イスラム教徒ミンダナオ自治地域」（ARMM）への加入に賛成するかどうかの住民投票が行われた（バシラン州、コタバト州、南ダバオ州、北ラナオ州、南ラナオ州、マギンダナオ州、パラワン州、南コタバト州、スルタン・クダラット州、スールー州、タウイタウイ州、北サンボアンガ州、南サンボアンガ州の13州、コタバト、ダピタン、ディポログ、ジェネラル・サントス、イリガン、マラウィ、パガディアン、プエルト・プリンセサ、サンボアンガの9市）。
しかしARMMへの加入に賛成多数だったのは南ラナオ州、マギンダナオ州、スールー州、タウイタウイ州の4州だけであった。MNLFが不完全な自治にすぎないと反発する中、ARMMはこの4州だけで1990年11月6日に発足した。式典は自治地域の首都とされたコタバト市で行われた。
2001年、以前の住民投票でARMM入りを否決した州や市へARMMを拡大するための新法が成立したが、マラウィ市とバシラン州（イサベラ市を除く）だけがARMM入りを希望した。また2006年11月、マギンダナオ州北部からシャリフ・カブンスアン州が分離し発足したが、2008年に最高裁によりARMMには州や市を新設する権限がないとされ州創設は無効となった。

### イスラム教徒と政府の和平工程とバンサモロ自治地域への移行
一方、フィデル・ラモス大統領のフィリピン政府と、ヌル・ミスアリ率いるモロ民族解放戦線（MNLF）の間では、1997年7月に和平協定が成立し、和平工程が開始された。和平に反対するモロ・イスラム解放戦線（MILF）の勢力の増大、2000年のジョセフ・エストラーダ大統領による和平協定破棄、フィリピン国軍とMILFの武力衝突など、和平に逆行する動きが続いたものの、ベニグノ・アキノ3世大統領の下でMILFとの対話が進んだ。2012年10月15日にはフィリピン政府とMILFの間で「バンサモロ枠組み合意」が調印され、「失敗した実験」であるARMMに代わり、「バンサモロ自治地域」（Bangsamoro Autonomous Region in Muslim Mindanao, 略称 BARMM ）が設立されることが決まった。2014年3月27日には、アキノ大統領とMILFのムラド議長の間で、「バンサモロ包括合意」が調印され、バンサモロの法的地位を定める「バンサモロ基本法」（Bangsamoro Basic Law）の制定を目指すこととなった。
その後もMILFと国軍の衝突、基本法の審議の中断などが続いたが、2018年7月26日、ロドリゴ・ドゥテルテ大統領が「バンサモロ基本法」（バンサモロ組織法、Bangsamoro Organic Law）に調印、2019年1月21日にARMM住民に対してバンサモロ基本法の成立を問う住民投票が行われ、同時にイサベラ市とコタバト市では新自治地域への編入を問う住民投票が行われた。2月6日にはコタバト州の一部と北ラナオ州の一部のバランガイで新自治地域への編入を問う住民投票も実施された。
投票の結果、バンサモロ自治地域を成立させるバンサモロ基本法は批准され、同時にコタバト州の西部の町村に属する63のバランガイがコタバト州に属したままバンサモロ自治地域に編入されることが決まった。2月22日にはバンサモロ暫定自治政府が発足、2月26日にイスラム教徒ミンダナオ自治地域はバンサモロ自治地域へと移行した。なおスールー州は住民投票でバンサモロ基本法の批准が否決されたため、2024年9月9日にバンサモロ自治地域から除外された。